# 星南のぞみ
星南 のぞみ（せいな のぞみ、1993年9月4日 - ）は、日本の女優。元宝塚歌劇団雪組の娘役スター。
滋賀県大津市、同志社女子高等学校出身。身長162cm。血液型A型。愛称は「りさ」。
所属事務所はPKP。

## 来歴
2010年、宝塚音楽学校入学。
2012年、音楽学校卒業後、宝塚歌劇団に98期生として入団。入団時の成績は12番。宙組公演「華やかなりし日々／クライマックス」で初舞台。
2013年、組まわりを経て雪組に配属。
美貌の娘役として早くから注目を集め、2015年、早霧せいな・咲妃みゆトップコンビ大劇場お披露目となる「ルパン三世」で、新人公演初ヒロイン。マリー・アントワネット役を演じる。同年放送のNHKドラマ「経世済民の男 小林一三」に出演。
2016年の「私立探偵ケイレブ・ハント」で2度目の新人公演ヒロイン。
2018年の「義経妖狐夢幻桜」でバウホール公演初ヒロイン。
2021年11月14日、彩風咲奈・朝月希和トップコンビ大劇場お披露目となる「CITY HUNTER／Fire Fever!」東京公演千秋楽をもって、宝塚歌劇団を退団。
退団後は2022年よりPKP所属となり、芸能活動を再開。

## 人物
子役などの可愛らしい役柄を演じることが多かったが、実生活では長女。
3歳からバレエのレッスンを積み、趣味はスキューバダイビング。
宝塚ファンだった母と観劇した2007年雪組公演「エリザベート」で、宝塚の魅力に引き込まれ、夢中となる。
芸名の由来は、もともと星が好きだったため「星南」、希望を持つことができるよう「のぞみ」とつけた。

## 宝塚歌劇団時代の主な舞台

### 初舞台
- 2012年4 - 5月、宙組『華やかなりし日々』『クライマックス』（宝塚大劇場のみ）

### 組まわり
- 2012年8 - 11月、宙組『銀河英雄伝説@TAKARAZUKA』

### 雪組時代
- 2013年4 - 7月、『ベルサイユのばら-フェルゼン編-』 - 新人公演：ソフィア（本役：夢華あみ）
- 2013年8 - 9月、『若き日の唄は忘れじ』『ナルシス・ノアールII』（全国ツアー）
- 2013年11 - 2014年2月、『Shall we ダンス?』 - 新人公演：コニー（本役：桃花ひな）『CONGRATULATIONS 宝塚!!』
- 2014年3 - 4月、『心中・恋の大和路』（ドラマシティ・日本青年館）
- 2014年6 - 8月、『一夢庵風流記 前田慶次』 - まつ（幼少）、新人公演：捨丸（本役：咲妃みゆ）『My Dream TAKARAZUKA』
- 2014年10月、『伯爵令嬢』（日生劇場） - ソフィ
- 2015年1 - 3月、『ルパン三世 -王妃の首飾りを追え!-』 - マリー・テレーズ、新人公演：マリー・アントワネット／マリー・カペー（本役：咲妃みゆ）『ファンシー・ガイ!』 新人公演初ヒロイン[5][8]
- 2015年5月、『星影の人』 - おゆき『ファンシー・ガイ!』（博多座）
- 2015年7 - 10月、『星逢一夜（ほしあいひとよ）』 - 凛、新人公演：涼（本役：有沙瞳）『La Esmeralda（ラ エスメラルダ）』
- 2015年11 - 12月、『哀しみのコルドバ』 - ソニア『La Esmeralda（ラ エスメラルダ）』（全国ツアー）
- 2016年2 - 5月、『るろうに剣心』 - 三条燕、新人公演：雪代巴（本役：星乃あんり）
- 2016年6 - 8月、『ローマの休日』（中日劇場・赤坂ACTシアター・梅田芸術劇場）
- 2016年10 - 12月、『私立探偵ケイレブ・ハント』 - レイラ、新人公演：イヴォンヌ（本役：咲妃みゆ）『Greatest HITS!』 新人公演ヒロイン[5][8]
- 2017年2月、『星逢一夜（ほしあいひとよ）』 - 凛／福姫『Greatest HITS!』（中日劇場）
- 2017年4 - 7月、『幕末太陽傳（ばくまつたいようでん）』 - 女郎おうの、新人公演：女郎およし（本役：沙月愛奈）『Dramatic “S”!』
- 2017年8 - 9月、『琥珀色の雨にぬれて』 - フランソワーズ・ドゥ・プレール『“D”ramatic S!』（全国ツアー）[5][3]
- 2017年11 - 2018年2月、『ひかりふる路（みち）〜革命家、マクシミリアン・ロベスピエール〜』 - エレオノール・デュプレ、新人公演：マノン・ロラン夫人（本役：彩凪翔）『SUPER VOYAGER!』[5][3]
- 2018年3 - 4月、『義経妖狐夢幻桜（よしつねようこむげんざくら）』（バウホール） - ツネ バウ初ヒロイン[9][3]
- 2018年6 - 9月、『凱旋門』 - シビール／ダンサー、新人公演：ルート・ゴールドベルク夫人（本役：朝月希和）『Gato Bonito!!』
- 2018年11 - 2019年2月、『ファントム』 - フローレンス、新人公演：従者（本役：沙月愛奈）
- 2019年3 - 4月、『PR×PRince』（バウホール） - ダイアナ
- 2019年5 - 9月、『壬生義士伝』 - 女学生『Music Revolution!』
- 2019年10 - 11月、『はばたけ黄金の翼よ』 - ジャンヌ『Music Revolution!』（全国ツアー）
- 2020年1 - 3月、『ONCE UPON A TIME IN AMERICA（ワンス アポン ア タイム イン アメリカ）』 - ベティ[4]
- 2020年8 - 9月、『炎のボレロ』 - アリシア『Music Revolution!-New Spirit-』（梅田芸術劇場）
- 2020年10月、凪七瑠海コンサート『パッション・ダムール-愛の夢-』（バウホール）
- 2021年1 - 4月、『fff-フォルティッシッシモ-』 - 昔のロールヘン『シルクロード〜盗賊と宝石〜』
- 2021年6月、『ヴェネチアの紋章』 - ビアンカ『ル・ポァゾン 愛の媚薬-Again-』（全国ツアー）
- 2021年8 - 11月、『CITY HUNTER』 - 美樹『Fire Fever!』 退団公演[3][4]

### 出演イベント
- 2017年12月、タカラヅカスペシャル2017『ジュテーム・レビュー-モン・パリ誕生90周年-』
- 2018年5月、『凱旋門』前夜祭
- 2018年12月、タカラヅカスペシャル2018『Say! Hey! Show Up!!』
- 2019年12月、タカラヅカスペシャル2019『Beautiful Harmony』

## 宝塚歌劇団退団後の主な活動

### 舞台
- 2022年4月、『Gift from the Moon 月からの贈り物…』（千種文化小劇場）[11][4]
- 2022年6月、朗読劇『世界から猫が消えたなら』（シアター1010） - 猫（キャベツ）／彼女[12]
- 2024年7月、『若草物語』（博品館劇場） - ベス[13]

### ドラマ
- 2015年9月、NHK『経世済民の男 小林一三』後編 - 鳥井春子[4]
- 2023年1月、テレビ朝日『警視庁アウトサイダー』第1話 - 最上亜由美[14]
- 2023年4月、テレビ朝日『仮面ライダーギーツ』第31話 - 市民B
- 2024年3月、テレビ朝日『ブンブンジャー』第4話-アナウンサー
- 2024年8月、フジテレビ『コスメティック・プレイラバー』 - 原田[15]
- 2024年11月、テレビ朝日『ブンブンジャー』第36話-リポーター
- 2025年1月、テレビ朝日『ブンブンジャー』第45話-アナウンサー
- 2025年1月、テレビ朝日『ブンブンジャー』第47話-アナウンサー
- 2025年2月、テレビ朝日『ブンブンジャー』最終話-アナウンサー

## TV出演
- 2019年7月、フジテレビ『2019 FNSうたの夏まつり』[1]

## 広告・CM出演
- 2015年、『エアウィーヴ』[16]
- 2017 - 2021年、『樋屋製薬』[5][1]
- 2024-、『首都高速道路』